# Bit
O bit (simplificação para dígito binário, em inglês, binary digit) é a menor unidade de informação que pode ser armazenada ou transmitida, usada na Computação e na Teoria da Informação. Um bit pode assumir somente 2 valores: 0 ou 1, corte ou passagem de energia, respectivamente.
Embora os computadores tenham instruções (ou comandos) que possam testar e manipular bits, geralmente são idealizados para armazenar instruções em múltiplos de bits, chamados bytes. No princípio, byte tinha tamanho variável, mas, atualmente, o padrão de facto é oito bits, como definido pela ISO/IEC 2382-1:1993. Bytes de oito bits também são chamados de octetos. Existem, também, termos para referir-se à múltiplos de bits usando padrões prefixados, como quilobit (kb), megabit (Mb), gigabit (Gb), terabit (Tb) etc. Vale notar que a notação para bit utiliza um "b" minúsculo, em oposição à notação para byte, que utiliza um "B" maiúsculo (kB, MB, GB, TB).
Fisicamente, o valor de um bit é, de maneira geral, armazenado como uma carga elétrica acima ou abaixo de um nível padrão em um único capacitor dentro de um dispositivo de memória, embora os bits possam ser representados, fisicamente, por vários outros meios.

## Uso
Os meios e técnicas comumente usados são: Pela eletricidade, como já citado, por via da luz (em fibras ópticas, ou em leitores e gravadores de discos ópticos por exemplo), por via de ondas eletromagnéticas (comunicações sem fio), ou também, por via de polarização eletromagnética (discos rígidos).
Telecomunicações ou volume de tráfego em redes de computadores são geralmente descritos em termos de bits por segundo. Por exemplo, um modem de 56 kb/s é capaz de transferir dados a 56 quilobits em um único segundo (o que equivale a 6,8 quilobytes), 6,8 kB, com B maiúsculo para mostrar que estamos nos referindo a bytes e não a bits. A Ethernet transfere dados a velocidades que variam de 100 megabits por segundo a 1 gigabit por segundo (de 1,19 a 119 megabytes (mebibyte) por segundo). No Sistema Internacional (SI), os prefixos quilo-, mega-, etc às vezes têm o significado modificado quando aplicados a bits e bytes (até bits toleram cálculos decimais pois é pontual ou é 0 ou é 1, já bytes não pois se fala dos dados agrupados): para explicação, veja prefixos binários.
Bit também é conceituado como a menor unidade de "informação" armazenável. Porém o bit (0 ou 1), apesar de ser um dado (fato não processado) não pode ser confundido como a menor "unidade de medida da informação", pois representa apenas valores que, somente em conjunto (octeto ou byte), formarão a informação em si, que é o produto do processamento desse conjunto de dados.
O bit pode, todavia, ser a menor unidade de medida de informação se a representação de 0 ou 1 for considerada como booleana onde se define ligado e desligado, verdadeiro ou falso. Esta interpretação depende de fatores definidos em sistemas, principalmente em sistemas de automação, onde a informação de estar ligado um sensor em um ambiente considerando como informação 1 e estar desligado com informação 0, e em caso de acionamento de um sensor de presença com a informação 1 e permanecendo sem presença em 0.
Cabe salientar que o bit é usado como unidade de medida, mas em transmissão de dados de forma serial.
Em comunicação de dados é utilizada a definição métrica de um kilobyte (1.000 bits por kilobyte) - já a definição binária de um kilobyte (1.024 bits por kilobyte) é usado em áreas como armazenamento de dados (disco rígido, memória), mas não para expressar a largura de banda e taxa de transferência.